# Mary Lynn Rajskub
Mary Lynn Rajskub (Trenton, Michigan, 1971. június 22. –) amerikai színésznő.
Egyik legismertebb szerepe Chloe O’Brian volt a 24 című televíziós sorozatban.

## Élete és pályafutása
Ír/cseh/lengyel származású, Trenton városában, Michiganben született. A detroiti College for Creative Studies főiskolán és a San Francisco Art Institute-ban festészetet tanult. Ezután Los Angelesbe költözött, mert színésznő szeretett volna lenni.
A Hard Rock Cafe-ban pincérkedett és a Beverly Center moziban jegyszedőként dolgozott tévés karrierje előtt. Első televíziós szereplése a Mr. Show with Bob and David nevű sketch-showban volt. A második évad végén szakított akkori barátjával, a show egyik szereplőjével, David Cross-szal, ekkor otthagyta a show-t, és a Seattle's Best Coffee-ben helyezkedett el, ahol kávét főzött. 1999-ben a Veronica's Closet című TV-showban szerepelt 15 epizód erejéig.
2003-ban szereplési lehetőséget kapott a 24 című sorozatban, amelyben egy számítógép-specialista rendszerelemzőt alakít. A 3. évadban csatlakozott a csapathoz a szókimondó Chloe O’Brian szerepében. A 4. évadra ki akarták írni a sorozatból, de ekkorra olyan nagy rajongótábora lett, hogy még két évadra leszerződtették. A 6. évad után Mary terhes lett, emiatt és Kiefer Sutherland börtönbüntetése miatt a 7. évad bemutatója 2009 januárjára csúszott. A 6. és 7. évad közötti, másfél órás TV-filmet 24 – A szabadulás címmel 2008 őszén mutatták be.
Parodizálták is karakterének sajátos stílusa miatt, A Simpson család "24 minutes" című részének témája Chloe és Jack Bauer voltak. A 24 mellett olyan komédiashow-kban játszott, mint a Férjek gyöngye, mozifilmekben alakított kisebb-nagyobb szerepeket, emellett Beck és a Weezer videóklipjeiban is szerepelt.

## Magánélete
Nagyon szeret gitározni. Egy régi barátnőjével megalapították a Girls Guitar Club nevű zenés-komédiás duót. Kedveli a művészetet, gyakran látogatja Los Angeles múzeumait. Saját festményeit aukciókon és művészeti bemutatókon állítják rendszeresen ki.
Férje Matthew Rolph, akivel 2009. augusztus 1-jén házasodtak össze. Egy fiuk van, Valentine Anthony, aki 2008. július 24-én látta meg a napvilágot.

## Filmográfia
- Who's the Caboose? (1997)
- The Thin Pink Line (1998)
- Bury Me in Kern County (1998)
- Magnólia (Magnolia) (1999)
- Ember a Holdon (Man on the Moon) (1999)
- Sunset Strip - A jövő útja (Sunset Strip) (2000)
- Cool túra (Road Trip) (2000)
- Helyzetek és gyakorlatok (Storytelling) (2000)
- Hé haver, hol a kocsim? (Dude, Where's My Car?) (2000)
- The Girls Guitar Club (2001)
- Jóban-rosszban (The Anniversary Party) (2001)
- Kótyagos szerelem (Punch-Drunk Love) (2002)
- Mindenütt nő (Sweet Home Alabama) (2002)
- Run Ronnie Run! (2002)
- Doktor Szöszi 2. (Legally Blonde 2: Red, White & Blonde) (2002)
- Claustrophobia (2003)
- Helter Skelter (2004)
- Titokzatos bőr (Mysterious Skin) (2006)
- Tűzfal (2006)
- Süthetjük (Grilled) (2006)
- A család kicsi kincse (Little Miss Sunshine) (2006)
- American Fork (2007)
- Tiszta napfény (Sunshine Cleaning) (2008)
- Julie és Julia – Két nő, egy recept (Julie & Julia) (2009)